# Pentafluoroetà
El pentafluoroetà és un fluorocarbur amb la fórmula CF3CHF2 que s'utilitza com a refrigerant (conegut com a R-125) i també s'empra com a agent d'extinció d'incendis. No esgota l'ozó, de manera que ha substituït els productes químics fluorats anteriors. Tot i que té un potencial d'esgotament zero de la capa d'ozó, té un alt potencial d'escalfament global. Segons l'Agència de Protecció del Medi Ambient (EPA) dels Estats Units, és 3450 vegades superior al del diòxid de carboni. Apareix com un gas no inflamable, és més pesat que l'aire i pot asfixiar-se a causa del desplaçament de l'aire en espais confinats. L'exposició dels contenidors per allargar la calor o el foc pot provocar que es trenqui violentament i es disparin.

## Usos

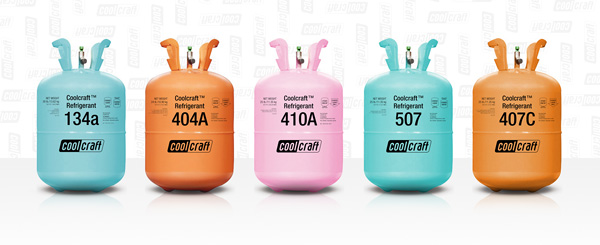
Bombones de refrigerants. Al centre el R-410A.

### Refrigerant
El pentafluoroetà en una barreja gairebé azeotròpica amb difluorometà es coneix com a R-410A, un substitut comú de diversos clorofluorocarbonis (coneguts comunament com a freons) en nous sistemes de refrigeració.

### Sistemes d'extinció d'incendis

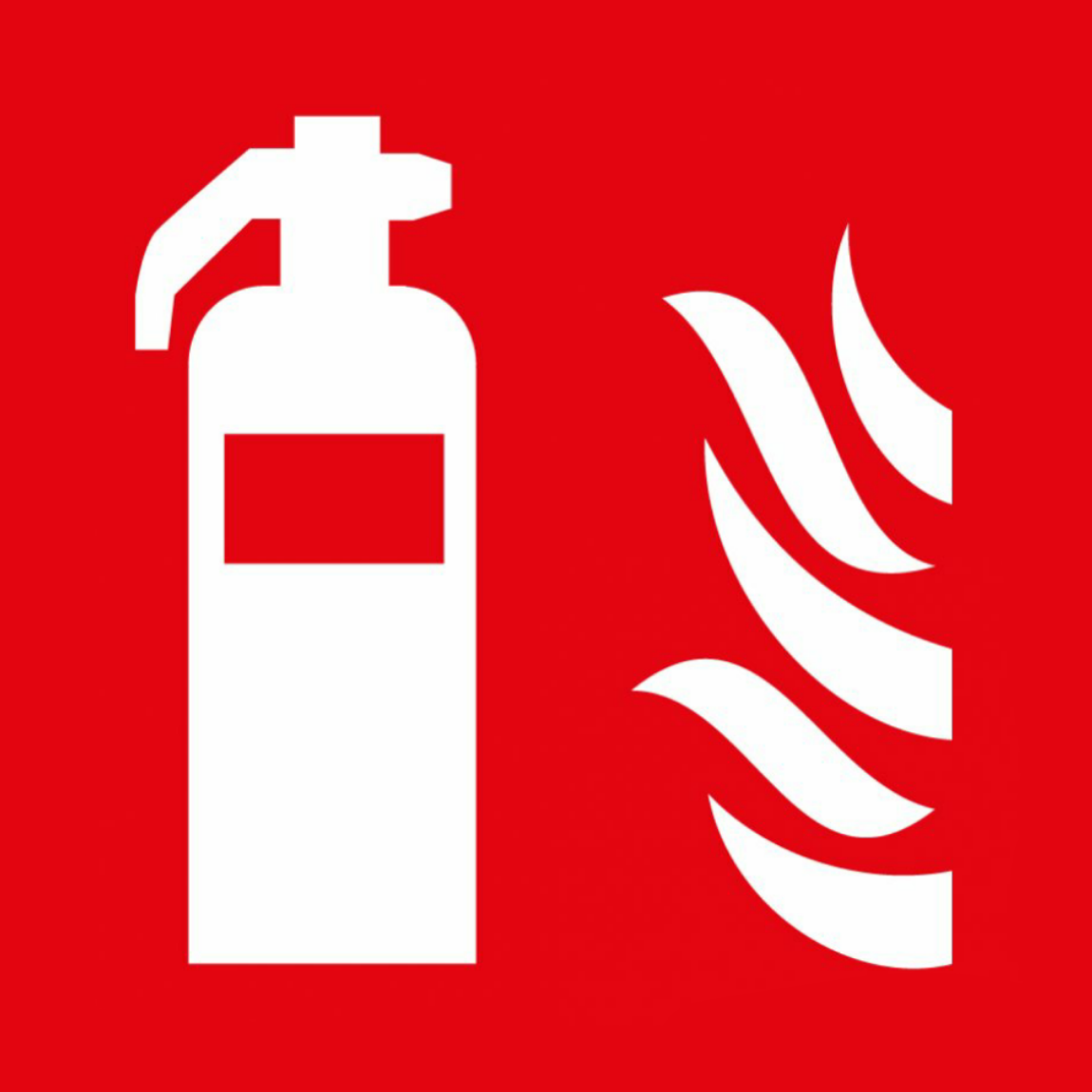
Símbol de localització d'extintor d'incendis.

El pentafluoroetà (HFC-125, ECARO-25, FE-25, NAF S 125) és un agent d'extinció d'incendis gasós que es pot utilitzar en sistemes d'extinció d'incendis d'agent net. A més, el pentafluoroetà no deixa residus en equips i materials valuosos després de la descàrrega. Generalment, es fa servir en situacions en què l'aigua d'un aspersor d'incendis danyaria equips cars o on la protecció contra incendis a base d'aigua no és pràctica, com ara museus, bancs, sales blanques i hospitals. S'emmagatzema en un recipient a pressió. L'agent és inodor, no conductor elèctric, no corrosiu i no deixa residus.
El pentafluoroetà suprimeix el foc absorbint l'energia tèrmica al seu nivell molecular més ràpidament del que es pot generar la calor, de manera que el foc no pot mantenir-se. També forma radicals lliures per interferir químicament amb la reacció en cadena del procés de combustió. Això el converteix en un agent d'extinció d'incendis molt eficaç que és segur per a les persones i no causa danys als equips.

### Altres
A més d'emprar-se com a refrigerant i agent d'extintor d'incendis, s'usa com a substitut dels clorofluorocarburs, agent de bufat d'escuma de plàstic i dissolvent en aplicacions especials. En contacte amb una flama oberta o amb una superfície molt calenta, els fluorocarburs poden descompondre's en gasos altament irritants i tòxics: clor, fluorur o clorur d'hidrogen, i fins i tot fosgen.

## Toxicitat
El pentafluoroetà és un gas incolor i la taxa de toxicitat d'aquest element és de LC50(rat) = 2,910,000 mg/m3/4h.
En termes d'exposició humana i toxicitat, estudis d'aberracions cromosòmiques en limfòcits humans no van mostrar resultats negatius fins a una exposició de 700.000 ppm. En general, la majoria dels estudis indiquen una baixa toxicitat.

## Seguretat química

Gas

El pentafluoroetà utilitza un pictograma de perillositat d'SMH. Aquest element conté gas a pressió, pot explotar si s'escalfa.